# Aiguille de lave

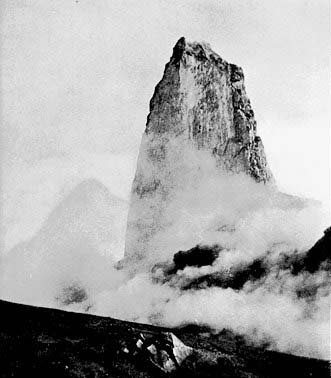
L'aiguille de lave de la montagne Pelée avant son effondrement au cours de l'éruption de 1902.

Une aiguille de lave est une formation volcanique prenant la forme d'une tour escarpée plus ou moins grande.
Lorsque la lave n'est pas suffisamment fluide pour s'écouler sur les pentes d'un volcan sous forme de coulées de lave, elle peut soit former un dôme de lave, soit une aiguille de lave. Dans ce dernier cas, la lave se solidifie dans la cheminée volcanique et en est expulsée par la pression interne du volcan, prenant alors la forme d'un pilier de lave (forme du cratère) durcie cerné par des falaises plus ou moins hautes. Lorsque ces aiguilles de lave s'effondrent sous leur propre poids ou explosent en raison de la pression interne du volcan, elles peuvent donner naissance à des panaches éruptifs et des nuées ardentes de grande ampleur.
Le procédé de formation d'une aiguille de lave nécessitant des conditions particulières, elles sont rares et ne se forment que sur des volcans gris tels que la montagne Pelée en 1902 ou le mont Saint Helens en 1981.
Par sa morphologie, une aiguille de lave non effondrée peut être confondue avec un neck, une ancienne cheminée volcanique dégagée du volcan qui l'entourait par l'érosion.